# Lamotte-du-Rhône
Lamotte-du-Rhône é uma comuna francesa na região administrativa da Provença-Alpes-Costa Azul, no departamento de Vaucluse. Estende-se por uma área de 11,97 km². Em 2010 a comuna tinha 397 habitantes (densidade: 33,2 hab./km²).